# Церковь Покрова Пресвятой Богородицы (Оренбург)
Церковь Покрова Пресвятой Богородицы — православный храм в городе Оренбурге. Входит в состав Никольского благочиния Оренбургской епархии.

## История
Храм был основан 30 апреля 1852 года благочинным Василием Ольшанским, а 30 октября 1853 года строительство было завершено. Храм освятил 22 ноября 1853 года Высокопреосвященнейший Антоний, епископ Оренбургский и Уфимский.
Священническая книга 1853 г. даёт следующее описание:

«Здание каменное с таковою же колокольнею, новая, покрытая железом и кресты медные, золоченые через огонь. Престол в ней один в именование Покрова Пресвятой Богородицы. Утварью снабжена достаточно. Причта положено: один священник, диакон, дьячок и пономарь. Земля церкви, отведенная в узаконенной пропорции, с погостом — вечное владение. Священники и церковнослужители никакою землею не пользуются. Домов собственных священнослужители не имеют. На содержание священно- церковнослужители ни откуда ничего не получают, а пользуются только братскими доходами. Зданий при церкви никаких нет. Расстоянием сия церковь от Духовной Консистории в 353 верст. Духовное правление и местный благочинный в самом городе. Опись церковному имуществу составлена по вновь изданной форме. Приходно-расходные книги о суммах свечной и кошельковой за шнуром и печатью Оренбургского духовного управления и скреплены подписью оренбургского протоирея Розанова, выданные в 1853 году. Копия метрических книг начата с ноября 1853 года. Исповедных росписей нет. Обыскной книги тоже пока нет».

Первый священник по просьбе М. С. Деева был назначен Николай Каллистратович Шильнов, 1824 г.р., сын священника. По просьбе Деева были назначены и остальные духовные лица: Николай Григорьевич Назаретов, 1833 г.р., сын диакона; диакон — Мефодий Николаевич Насонов, сын диакона.
10 января 1884 года открылась ещё одна церковная школа. Много денег было выделено на лечение бедных. Церковь также поддерживала семьи умершего духовенства.
В 1904 году в церкви было уже 3019 прихожан. Вокруг церкви по углам были построены 4 башни, одна из которых была сторожевой.
В 1908 году указом Консистории к Покровской Церкви приписана каменная часовня на хлебном базаре во имя святителя Николая Чудотворца.
20 июня 1917 года началась реставрация храма, которая длилась три года. Потолки и стены храма были расписаны дорогими масляными красками. Исправлены иконы, посеребрены иконостасы и канделябры. Алтарь перекрашивается.
Решением горсовета в 1933 году храм Покрова Пресвятой Богородицы был передан в долгосрочное пользование облпотребсоюзу г. Оренбурга. Храм преобразован в мастерские: столярные, мебельные, бондарные, сушильную. Установлено 12 станков с электродвигателями, построены электроподстанция и главный распределительный щит.
28 сентября 1946 года архиепископ Мануил де Чкаловский и Бузулукский написали прошение Председателю Делового совета Русской Православной Церкви при Совете Министров СССР и направили прошение от верующих города Оренбурга к открыть Покровскую церковь в аренду.
25 июня 1947 года архиепископ Мануил вновь направил письмо Председателю Совета по делам Русской Православной Церкви. Но ответа нет.
31 июля 1948 г. исполком облсовета № 1 1002-4 решает отказать группе верующих в открытии Покровской церкви. Это постановление облисполком направляет в Совет Русской Православной Церкви при Совете Министров СССР. 13 сентября 1948 года. Под номером 1767 пришёл ответ, что решение исполкома райсовета признано правильным, т. Е. Совет по церковным делам Совета Министров СССР согласен с решением исполкома № 1002-4.
22 октября 1990 г. комиссия Оренбургского отделения Всероссийского общества охраны памятников истории и культуры приняла решение о прекращении строительства на территории Покровской церкви и принятии срочных мер. выселить хозяйственный комплекс на другое место и восстановить Покровскую церковь как памятник истории и культуры Оренбурга.
9 марта 1991 г. был зарегистрирован Устав приходского собрания православного прихода Покровской церкви. 28 апреля 1991 г. 221 вынес решение Оренбургского Народного Совета депутатов о возвращении в собственность здания — памятника на улице Маврицкого, 59 — религиозной общине Покровской православной церкви.
Летом 1994 г. был построен шатёр колокольни. В сентябре 1994 г. был поднят и установлен навес колокольни.
В октябре 1994 года были завершены работы по реализации металлоконструкций: основания барабана, центральной головки и Креста на голове. В ноябре 1994 года был изготовлен Крест на колокольню.
Сегодня в храме ведётся активная общественная работа по помощи бедным и обездоленным с вещами и продуктами питания, проводятся встречи с молодёжью, прихожане проводят ежегодную благотворительную акцию «В надёжных руках с любовью!» С Рождеством для детей с ограниченными возможностями есть воскресная школа и библиотека. Реставрационные работы по убранству храма и окрестностей продолжаются.

## Духовенство
- Настоятель храма — Протоиерей Георгий Стрельцов
- Иерей Илия Долбнев
- Иерей Алексий Шипилов
- Диакон Виталий Сушков[4]

## Святыни
- Икона Божией Матери «Табынская»
- Икона с частицей мощей святителя Иоанна Тобольского
- Икона с частицей мощей блаженной Матроны Московской
- Ковчег с частицами мощей Оптинских старцев
- Иконы из Казанского кафедрального собора[5]